# Kegnæs Fyr
Kegnæs Fyr er et fyrtårn drevet af Søfartsstyrelsen, beliggende på Kegnæshøj ved landtangen Drejet på halvøen Kegnæs, der er den sydligste del af øen Als. Fyrets position er 54°51.18 N 9°59.25 Ø.
I 1896 opføres det nuværende 18 meter høje tårn i pudsede mursten og med en speciel dækkonstruktion af bølgeplader og beton. Fyret blev omdannet til vinkelfyr, som udsender sit lys i en højde på 32 meter og blev udstyret med blink karakter, hvor jalousier i lanternen sørgede for frembringelse af blinkgrupperne. (Vinkelfyr har lys i forskellige farver i forskellige retninger (sektorer). Det bruges typisk til at markere løb og render, og den almindeligste grundudformning er tre sektorer som er hhv. rød, hvid og grøn; hvid sektor angiver da at man er i midten mens rød og grøn sektor angiver at man er for langt mod henholdsvis bagbord og styrbord.)
1947 blev fyret elektificeret med en 250 watt glødelampe og lysforstærker i 4. orden.
Anlægget består i dag af det murede runde tårn med bolig og et ældre beboeleseshus, som fyret oprindeligt var en del af. Fyrtårnet var i mange år hvidkalket, men står i dag i en lys gul farve. Fyret er stadig et vinkelfyr og kan ses i 10-14 sømils afstand. 1973 og 1995 blev fyret restaureret og malet. Der er i sommerhalvåret adgang til fyret.

## Historie
Det første fyr på stedet blev bygget i 1845 og bestod af et tårn sammenbygget med fyrmesterboligen. 1864 blev fyret i forbindelse med tabet af Sønderjylland overtaget af de tyske myndigheder. Det gamle fyr blev nedrevet, men den oprindelige fyrmesterbolig er bevaret og fungerer i dag som privatbolig. Fyrene Møn Fyr og Røsnæs Fyr, der er af samme type og alder som det oprindelige Kegnæs Fyr, fungerer stadig som fyrtårne.
Efter Genforeningen i 1920 blev fyret igen overtaget af det Det Danske Fyrvæsen, der byggede en ny fyrmesterbolig og forsynede fyret med en petroleumsglødenetsbrænder.
Efter den tyske besættelse den 9. april 1940 blev fyret bevogtet af ca. 10 tyske soldater, som blev indkvarteret i en træbarak ved fyret. Fra 1943 til foråret 1945 fungerede fyret kun når tyske konvojer og krigsskibe skulle passere. Mørklægningen af fyret resulterede i at flere skibe strandede.
B. Albrechtsen var fyrmester på Kegnæs Fyr fra den 1. juli 1927 til den 30. november 1943
R. Westborg var fyrmester på Kegnæs Fyr fra den 1. december 1943 til den 31. januar 1959

## Ekstern henvisning og kilde
- Kegnæs Fyr
- Søfartsstyrelsen: Dansk Fyrliste 2015 Arkiveret 14. januar 2016 hos  Wayback Machine